# Iso-Melkutin
Iso-Melkutin är en sjö i kommunen Loppis i landskapet Egentliga Tavastland i Finland. Sjön ligger 119,4 meter över havet. Arean är 62 hektar och strandlinjen är 7,21 kilometer lång. Sjön  ingår i Kumo älvs huvudavrinningsområde.   Den ligger omkring 35 km sydväst om Tavastehus och omkring 79 km nordväst om Helsingfors. 